# Едмонд О'Браєн
Едмонд О'Браєн (англ. Edmond O'Brien; 10 вересня 1915 — 9 травня 1985) — американський актор.

## Біографія
Едмонд О'Брайєн народився в Нью-Йорку. Дебют у кіно відбувся в 1938 році. Під час Другої світової війни служив у військово-повітряних силах США. Серед його робіт — головні ролі в нуар «Вбивці» (1946), «Мертвий після прибуття» (1950) і «Попутник» (1953), ролі другого плану у вестернах «Людина, яка застрелив Ліберті Веланса» (1962) і «Дика банда» (1969), політичному трилері «Сім днів у травні» (1964). О'Брайен був нагороджений «Оскаром» за найкращу роль другого плану в мелодрамі «Босоногая графиня» (1954). Багато знімався в телевізійних серіалах.
О'Брайен був одружений двічі: на акторках Ненсі Келлі та Ользі Сан-Хуан. Сан-Хуан була матір'ю трьох його дітей: телепродюсера Бріджет, акторів Марії і Брендана. Помер в Інглвуді (Каліфорнія) від хвороби Альцгеймера.
За заслуги в кінематографі і на телебаченні на його честь було закладено дві зірки на Голлівудській алеї слави.

## Нагороди
- 1955 — премія «Оскар» за найкращу роль другого плану («Босоногая графиня»)
- 1955 — премія «Золотий глобус» як найкращому акторові другого плану («Босоногая графиня»)
- 1965 — премія «Золотий глобус» як найкращому акторові другого плану («Сім днів у травні»)
- 1963 — премія Western Heritage Awards («Людина, яка застрелила Ліберті Веланса»)

## Вибрана фільмографія
- 1939: «Горбань із Нотр-Дама» / The Hunchback of Notre Dame — Гренгуар
- 1942: «Обов'язок молодої леді» / Obliging Young Lady — «Ред» Редді, він же професор Стенлі
- 1946: «Вбивці» / The Killers — Джим Ріардон
- 1947: «Павутина» / The Web — Боб Ріган
- 1947: «Подвійне життя» / A Double Life — Білл Френд
- 1948: «Акт вбивства» / An Act of Murder — Девід Дуглас
- 1949: «Білий гарт» / White Heat — Генк Фелон, псевдонім «Вік Пардо»
- 1949: «Під знаком Козерога» / Under Capricorn — Оповідач
- 1950: «Мертвий після прибуття» / D.O.A. — Френк Бігелоу
- 1952: «Найбільше шоу на Землі» / The Greatest Show on Earth — Оповідач
- 1953: «Попутник» / The Hitch-Hiker — Рой Коллінз
- 1953: «Юлій Цезар» / Julius Caesar — Каска
- 1954: «Босонога графиня» / The Barefoot Contessa — Оскар Малдун
- 1956: «1984» / 1984 — Вінстон Сміт
- 1962: «Людина, яка застрелила Ліберті Веленса» / The Man Who Shot Liberty Valance — Даттон Пібоді
- 1962: «Птахолов з Алькатраса» / Birdman of Alcatraz — Томас «Том» Геддіс
- 1962: «Найдовший день» / The Longest Day — генерал Реймонд Д. Бартон
- 1964: «Сім днів у травні» / Seven Days in May — сенатор Реймонд Кларк
- 1966: «Фантастична подорож» / Fantastic Voyage — генерал Картер
- 1969: «Дика банда» / The Wild Bunch — Фредді Сайкс
- 1973: «Лаки Лучано» / Lucky Luciano — комісар Гаррі Дж. Енслінгер
- 1974: «Мертвий на 99,44%» / 99 and 44/100% Dead — Френк Келлі